# Kasyapa
Kasyapa é um gênero de mariposa pertencente à família Crambidae.